# جزیره سواینس
جزیره سواینس (به انگلیسی: Swains Island) یک جزیره در ایالات متحده آمریکا است که در ساموآی آمریکا واقع شده‌است.

## خصوصیات
جزیره سواینس ۱۷ نفر جمعیت دارد.